# Parc national de Sabangau
Le parc national de Sabangau est un parc national indonésien situé dans la province du Kalimantan central, dans le Kalimantan (Bornéo).